# Ras de Prat Cabrera
El Ras de Prat Cabrera és una prada llisa i plana a 1.863,9 metres d'altitud al massís del Canigó, a la comarca del Conflent.
És situat a l'extrem sud del terme d'Estoer i al nord-oest del de Vallmanya, tots dos a la comarca del Conflent, a la Catalunya del Nord. Es troba al sud-oest del Puig dels Becís.